# Ordine della Stella di Giordania
L'Ordine della Stella di Giordania è un ordine cavalleresco del regno di Giordania.

## Storia
Esso venne fondato il 22 giugno del 1949 dal re Talal in ricordo del padre, il re Abdullah I con lo scopo di ricompensare quanti si fossero distinti in campo militare e civile. La classe di Gran Cordone è di esclusiva collazione della famiglia reale e dei capi di Stato stranieri e delle loro mogli.

## Classi
L'Ordine dispone delle seguenti classi di benemerenza:
- Gran Cordone
- Grand'Ufficiale
- Commendatore
- Ufficiale
- Cavaliere
- Medaglia

## Insegne
- La medaglia è costituita da una stella raggiante a sette punti inframezzata da altrettante sette stelle d'oro a cinque punte. Al centro della stella sta un tondo in oro con iscrizioni arabe in nero, contornato da un anello a smalti verdi e oro con altre frasi in arabo. Il tenente al nastro è una stella d'oro a cinque punte.
- La placca riprende le decorazioni della medaglia.
- Il nastro è verde scuro con una piccola striscia viola per parte.

## Insigniti notabili

### Grand Cordone
- Beatrice dei Paesi Bassi
- Elisabetta II del Regno Unito
- Faisal al-Fayez
- Hamzah bin al-Husayn
- Muhammad bin Talal
- Samir Rifa'i
- Edoardo, duca di Kent
- Astrid di Norvegia
- Carlo Filippo di Svezia (2003)
- Maddalena di Svezia (2003)
- Lilian di Svezia (2003)
- Elena di Borbone-Spagna
- Václav Havel
- Noor bint Asem

### Grand'Ufficiale
- Faysal dell'Arabia Saudita
- Hashim bin al-Husayn
- Ali bin Al Hussein
- Faysal bin al-Husayn

### Commendatore
- Hassan bin Talal

### Ufficiale
- Asem bin Al Nayef
- Rashid bin El Hassan
- Ghazi bin Muhammad
- Talal bin Muhammad

### Cavaliere
- Hussein bin Abdullah